# Throgs Neck Bridge
De Throgs Neck Bridge is een op 11 januari 1961 geopende hangbrug in New York, en draagt de Interstate 295 en verbindt het Throgs Neck-gedeelte van het stadsdeel The Bronx met het Bayside-gedeelte van Queens. Het is de nieuwste brug over de East River en is gebouwd om het verkeer op de Bronx-Whitestone Bridge te verminderen.
De overbrugging is 549 m lang en de totale lengte van de brug is 887 m.
Vanaf april 2019 bedraagt de prijs om de brug te mogen gebruiken in beide richtingen 9,50 dollar. E-Zpass-gebruikers krijgen een korting van $3,38.
De brug is eigendom van de stad New York en wordt beheerd door MTA Bridges and Tunnels.
- Library of Congress Control Number: no2010013457
- Virtual International Authority File: 150504098